# Pustelnik (Mińsk)
Pour les articles homonymes, voir Pustelnik.
Pustelnik (prononciation : [pusˈtɛlnik]) est un village polonais de la gmina de Stanisławów dans le powiat de Mińsk de la voïvodie de Mazovie dans le centre-est de la Pologne.
Il est situé à environ 6 kilomètres à l'ouest de Stanisławów (siège de la gmina), 14 kilomètres au nord-ouest de Mińsk Mazowiecki (siège du powiat) et 33 kilomètres à l'est de Varsovie (capitale de la Pologne).

## Histoire
De 1975 à 1998, le village appartenait administrativement à la voïvodie de Siedlce.